# راتي تشو
نهر راتي تشو: هو نهر في ولاية سيكيم الهند ويعد المصدر الرئيسي للمياه في غانتوك عاصمة الولاية. راتي تشو يخرج من البحيرة التي تغذيها الأنهار الجليدية في قرية تامزا على ارتفاع 3800 متر (12500 قدم) فوق مستوى سطح البحر. ويستغل لمياه الشرب على ارتفاع 2500 متر (8200 قدم) حيث يتم نقل المياه لمسافة 17 كيلومتر (11 ميل) إلى موقع محطة معالجة المياه.